# 1st LIVE TOUR 2006 -Heart, Mind and Soul-
『1st LIVE TOUR 2006 〜Heart, Mind and Soul〜』（ファースト ライブ ツアー ツーサウザンドシックス ハート マインド アンド ソウル）は、東方神起の映像作品である。2006年10月4日にrhythm zoneより発売された。

## 概要
2006年5月からの日本で初となるコンサートツアー『TOHOSHINKI LIVE TOUR 2006 〜Heart, Mind and Soul〜』から、ツアー最終日にあたる6月28日のZepp Tokyo公演を収録した作品。同公演はユンホが高熱により扁桃腺が腫れ上がり、会話が困難な状態で、ドクターストップがかかりかけた中でのライブとなった。
初回限定映像特典・初回限定同梱特典・DVD購入者特典の企画があった。Zepp Tokyo会場以外のハイライトシーン映像、LIVEフォトとサイパン秘蔵フォトの24ページスペシャル・ブックレット付き。先着ポスタープレゼント。
CSのTBSチャンネルでカット版を放送した（再放送あり）。TV放送ではDVDにはない楽屋でのインタビュー映像もあった。

## 収録曲
1. Stay With Me Tonight
2. The Way U Are
曲中ではメンバーの本名を掛け声としたコールが掛けられた[2]。
3. 言葉はいらない
4. 愛せない 愛したい
5. My Destiny
6. Try My Love
7. Eternal
8. 明日は来るから
9. Somebody To Love
10. Break Up The Shell
11. Rising Sun
本編ラストナンバー[2]。
12. Heart, Mind and Soul
ここからアンコール[2]。
13. HUG
ユチョンによる「僕たちを世に出してくれた曲」という曲紹介の後に演奏された[2]。
14. Begin
15. One